# Judeia
Judeia (em árabe: يهودية; romaniz.: Yahudia; em hebraico: יהודה; romaniz.: Yəhuda; lit. "louvor"; em hebraico tiberiano: Yəhûḏāh; em grego clássico: Ἰουδαία; romaniz.: Ioudaía; em latim: Iudaea) é a parte montanhosa ao sul da Palestina, entre a margem oeste do mar Morto e o mar Mediterrâneo. Estende-se, ao norte, até as colinas de Golã e, ao sul, até a Faixa de Gaza, correspondendo aproximadamente à parte sul da Cisjordânia.
Atualmente, a Judeia é considerada parte da Cisjordânia pela Organização das Nações Unidas (ONU), que, durante a partição da Palestina, se referiu à região como parte sul da atual Cisjordânia, em um plano aprovado pela Assembleia Geral das Nações Unidas em 29 de novembro de 1947, através da Resolução 181. Para o governo israelense, a Judeia pertence a Israel desde que o país invadiu a região, sendo referida como Judeia e Samaria, excluindo a área correspondente à Jerusalém Oriental. 700 mil colonos israelenses vivem entre 2,7 milhões de palestinos na Cisjordânia e em Jerusalém Oriental, principalmente a partir de 1967. A maioria dos países e a própria ONU consideram ilegais os assentamentos israelenses em territórios roubados da população nativa, disponibilizada a colonos para fazer aliá. Israel contesta isso, citando laços históricos e bíblicos com a terra.

## História
No terceiro milênio antes de Cristo começaram a surgir as primeiras cidades, certamente em contacto com as grandes civilizações que se desenvolveram nos vales do Nilo e na Mesopotâmia. Quando os hebreus chegaram à terra de Canaã, a região encontrava-se já ocupada pelos cananeus. O povo hebreu, originalmente um clã semita que se refugiara no Egito devido a uma fome em Canaã, passou a ser escravizado após a morte de seu protetor, José do Egito, o que durou por 430 anos. Sob a liderança de Moisés, deixaram o cativeiro no Egito por volta de 1447 a.C., segundo o Livro do Êxodo. De início, fixaram-se nas regiões localizadas a oeste do mar Morto, mas pouco a pouco, liderados por Josué, derrotaram os Cananeus, e ocuparam as margens do Mediterrâneo e as terras do norte de Canaã.
No século XII a.C., os chamados povos do outro lado do mar, entre eles os filisteus, ocuparam as planícies litorâneas. As constantes lutas entre os dois povos terminaram com a vitória dos hebreus.
No século X a.C., Israel aproveitou o enfraquecimento dos grandes impérios vizinhos para expandir o seu território. O país, que alcançou o seu apogeu ao longo dos reinados de David e Salomão, foi mais tarde dividido em dois reinos: Israel, ao norte, fundada pelo Rei Jeroboão I e que fora invadido pelos Assírios, e Judá, ao sul. Israel foi transformado em tributário da Assíria. Logo após subir ao trono, em 721 a.C., Sargão II conquistou o país e deportou a maior parte de seus habitantes. No sul, o reino de Judá conservou sua precária independência até 587 a.C., quando Nabucodonosor II o arrasou e deportou sua população para a Babilônia. Em 539 a.C., quando o xá aquemênida Ciro, o Grande apoderou-se da Babilônia, este permitiu que muitos hebreus pudessem regressar à sua região. Depois da conquista do Império Aquemênida pelo macedônio Alexandre o Grande, a terra de Canaã ficou submetida à influência helenística.
Após a Conquista da região pelos gregos, a Judeia é invadida pelo Império Romano. Com os romanos é que a região ficará conhecida como Palestina. Segundo Flávio Josefo, o nome Palestina ocorre depois das guerras Judaico-Romanas.

Mapa do sul do Levante, c.

### Soberanos

#### Governadores Romanos
- Valério Grato (15-26)
- Pôncio Pilatos (26-36)
- Félix (52-60)
- Festo (60-62)

#### Reis asmoneus
- Judas Macabeu (165-161 a.C.)
- Jónatas (161-142 a.C.)
- Simão Macabeu (r. 142–135 a.C.)
- João Hircano (134-104 a.C.)
- Aristóbulo I (104-103 a.C.)
- Alexandre Janeu (103-76 a.C.)
- Alexandre (76-67 a.C.)
- Aristóbulo II (67-65 a.C.)
- Antípatro I (65-55 a.C.)
- Antípatro II (55-40 a.C.)

#### Reis Herodianos
- Herodes, o Grande (40 a.C.-4 d.C.)
- Herodes Antipas (4 d.C.-39)
- Herodes Agripa (40-44)
- Herodes Agripa II (48-53)

### Cronologia
- até 63 a.C. - estado independente judeu
- 63 a.C.-6 - reino cliente do Império Romano
- 6-41 - Província romana. Veja Judeia (província romana)
- 26-36 - procurador Pôncio Pilatos
- 41-44 - governo de Herodes Agrippa (rei cliente)
- 44-48 - Província romana
- 48-100 - governo de Herodes Agrippa II (rei cliente)
- 66-70 - Primeira guerra judaico-romana contra Roma
- 100 para a frente - Província romana
- 115-117 - Segunda guerra judaico-romana
- 132-135 - Terceira guerra judaico-romana: Simão Barcoquebas
- 135 - Judeia chamada de Síria Palestina pelo imperador Adriano
- 640 - Começo do controle muçulmano árabe
- 1099 - Os cruzados conquistam a região
- 1291 - Derrota final dos Cruzados e restabelecimento do controle muçulmano
- 1516 - Início do controle otomano
- 1918 - Derrota dos Otomanos; início do controle britânico
- 1919 - Incorporação ao Mandato Britânico da Palestina
- 1948 - Divisão parcial entre Israel e Jordânia
- 1967 - A maior parte da Judeia histórica é capturada por Israel